# 竹山照鏡台
23°46′13″N 120°42′29″E / 23.770270°N 120.708156°E
竹山照鏡台，為1981年時架設於臺灣南投縣竹山鎮延平里竹山沙東宮後山的銅鏡臺，與民間故事嘉慶君遊台灣有關，曾因九二一地震損壞而一度列為九二一地震國家紀念地。

## 歷史

### 由來

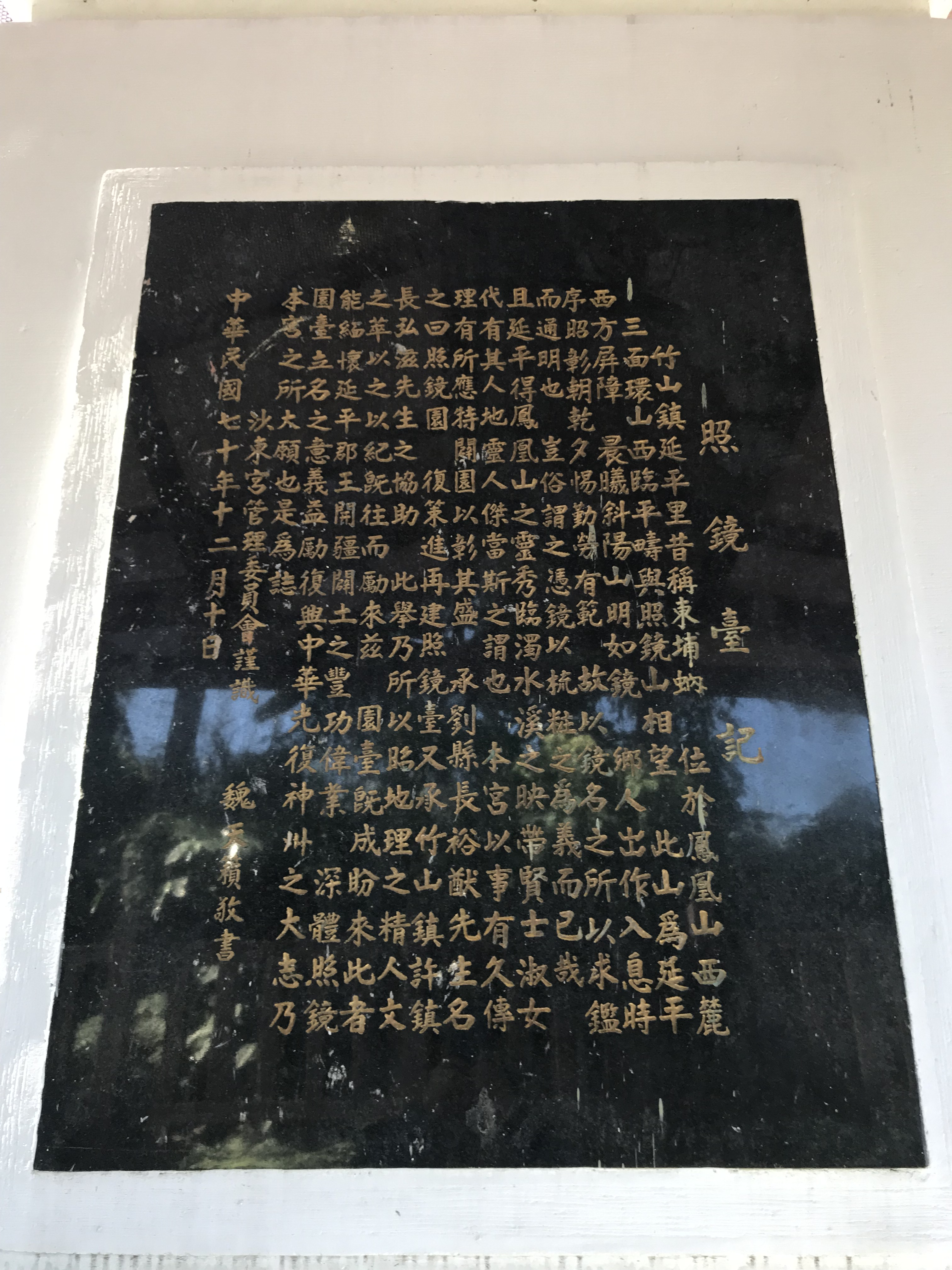
照鏡臺記

竹山沙東宮所在的竹山鎮延平里古稱「東埔蚋」。林爽文事件，福康安的軍隊曾在乾隆五十二年（1782年）冬進駐東埔蚋，當地遂產生嘉慶皇帝來過此的傳說。
傳說竹山沙東宮曾有一個池水如鏡的池塘，若有少女對其梳粧就能變美。地方民眾將此地風水稱「梳粧穴」。1947年由丁得春編寫的一書《嘉慶遊臺灣》記載傳說嘉慶皇帝想遊賞該處風水地理，便問一名老人是日出或日落時梳妝？但被誤聽「梳妝」成「西方」的老人回「日落」，嘉慶帝就嘆氣說「日出梳妝岀貴人，日落梳妝岀賤人」，便不前往。另一版本是清朝官員受皇帝派來選妃，問竹山人說當地少女是「日升梳妝」還是「日落梳妝」，由於台語「梳妝」與「西庄」同音，答以「日落西庄」，導致皇帝誤會當地少女不檢點，就不考慮選妃。此傳說也改編成布袋戲劇《照鏡山日落梳妝》。

### 興建

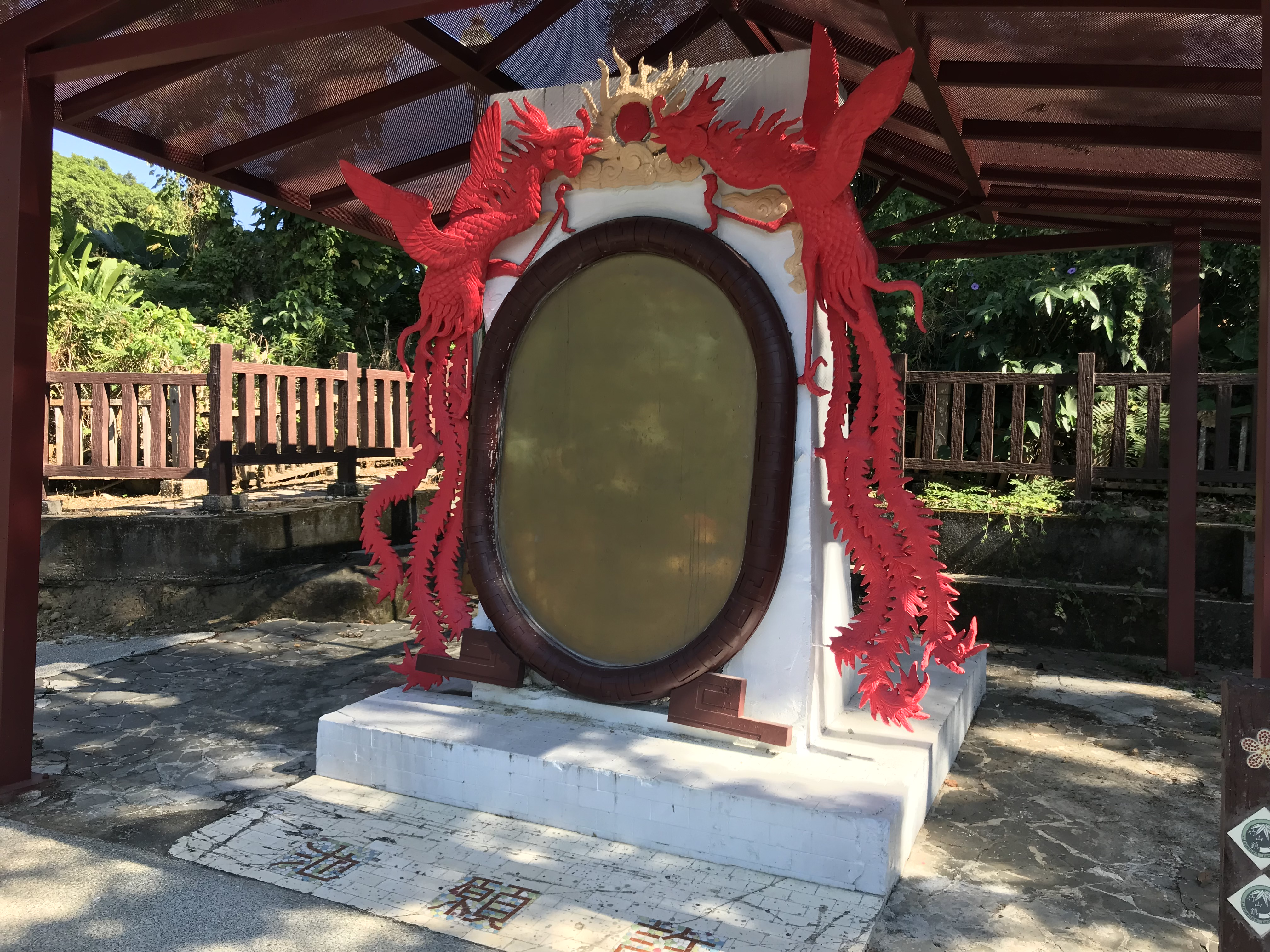
銅鏡

1981年4月12日，因總統蔣經國到竹山沙東宮時詢問縣長劉裕猷美人照鏡傳說，廟方決定興建一座有銅鏡的看臺作景點。銅鏡安裝照鏡山對面的鳳凰山西麓廟後的後山庭園。鏡子尺寸為六尺高四尺寬，可在夕陽西下映照出對面照鏡山全景。日久因銅鏡受風雨侵襲，加上遊客以手觸摸以致蒙塵積垢，南投縣政府便決定撥款加裝亭閣，於1985年5月7日完工，於同年8月27日加設水池後由縣長吳敦義剪綵。

### 重建

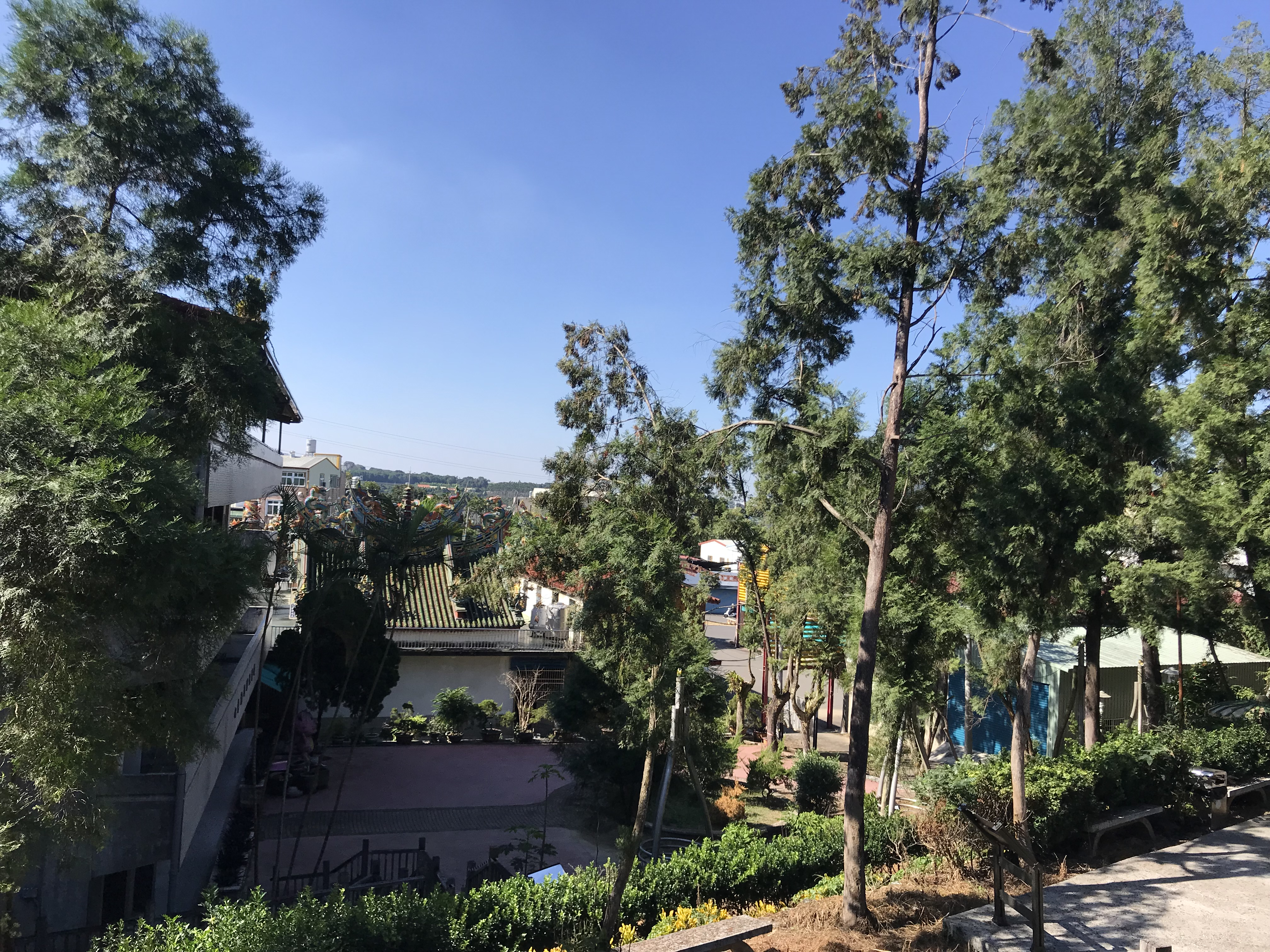
照鏡台望照鏡山

九二一大地震後，照鏡台附近地層錯動，造出48公尺、寬13公尺、深9公尺的溝槽。照鏡台的台座、階梯和銅鏡、石柱都扭曲變形，但銅鏡兀立在涼亭上沒倒下，被視為竹山人的精神寄託，於是居民堅持保留。
2000年1月24日，行政院文化建設委員會第一處處長陳德新來此視察，在聽取鎮長許文欽認為照鏡台位於臺3線旁又有停車空間且民眾希望保護斷層造成的原始地貌，同意將此列為九二一大地震建築物地震公園。為吸引觀光，廟方特地趕在農曆過年前在旁興建新公廁，並在牆上打上可供經過臺3線的遊客望見的「九二一」大字。4月11日，營建署派員勘查後，同意補助經費新台幣550萬元闢建為地震公園。9月7日，負責規劃地震紀念公園的書德工程顧問公司規劃師林書德、建築師周子艾在鎮公所企畫室主任劉錦德陪同下前來會勘。10月4日，竹山鎮災後重建委員會、設計師現場勘查定案，決定月底前動工。
2001年3月20日，縣府出版南投縣六大觀光風景線折頁導覽圖，其中杉林溪風景線包含照鏡台、永濟義渡碑、竹山紫南宮、萬年亨衢碣等。7月17日，行政院九二一震災災後重建推動委員會檢討原提報十七處的九二一地震國家紀念地，決定選竹山照鏡台、九二一震災紀念斜塔、臺灣地理中心碑等十三處，剔除舊武昌宮遺蹟等。
2002年1月16日，九二一震災災後重建推動委員會以地貌規模未達國家級標準為由，決定將照鏡臺、九二一震災紀念斜塔從九二一國家地震紀念地名錄除名。8月27日，沙東宮秋祭之日，延平里居民舉行照鏡台公園整建完成活動。